# Catharina Dolgoroekova
Catharina Michajlovna Dolgoroekova (Russisch: Екатери́на Миха́йловна Долгору́кова, Jekaterina Michajlovna Dolgoroekova) (Wolynië, 14 november 1847 — Nice, 15 februari 1922) was jarenlang de minnares van tsaar Alexander II van Rusland en had al vier kinderen met hem toen ze in 1880, na de dood van zijn eerste vrouw Marie van Hessen-Darmstadt, een morganatisch huwelijk sloot. Nog geen jaar na hun huwelijk werd ze weduwe toen de tsaar vermoord werd. 

## Biografie

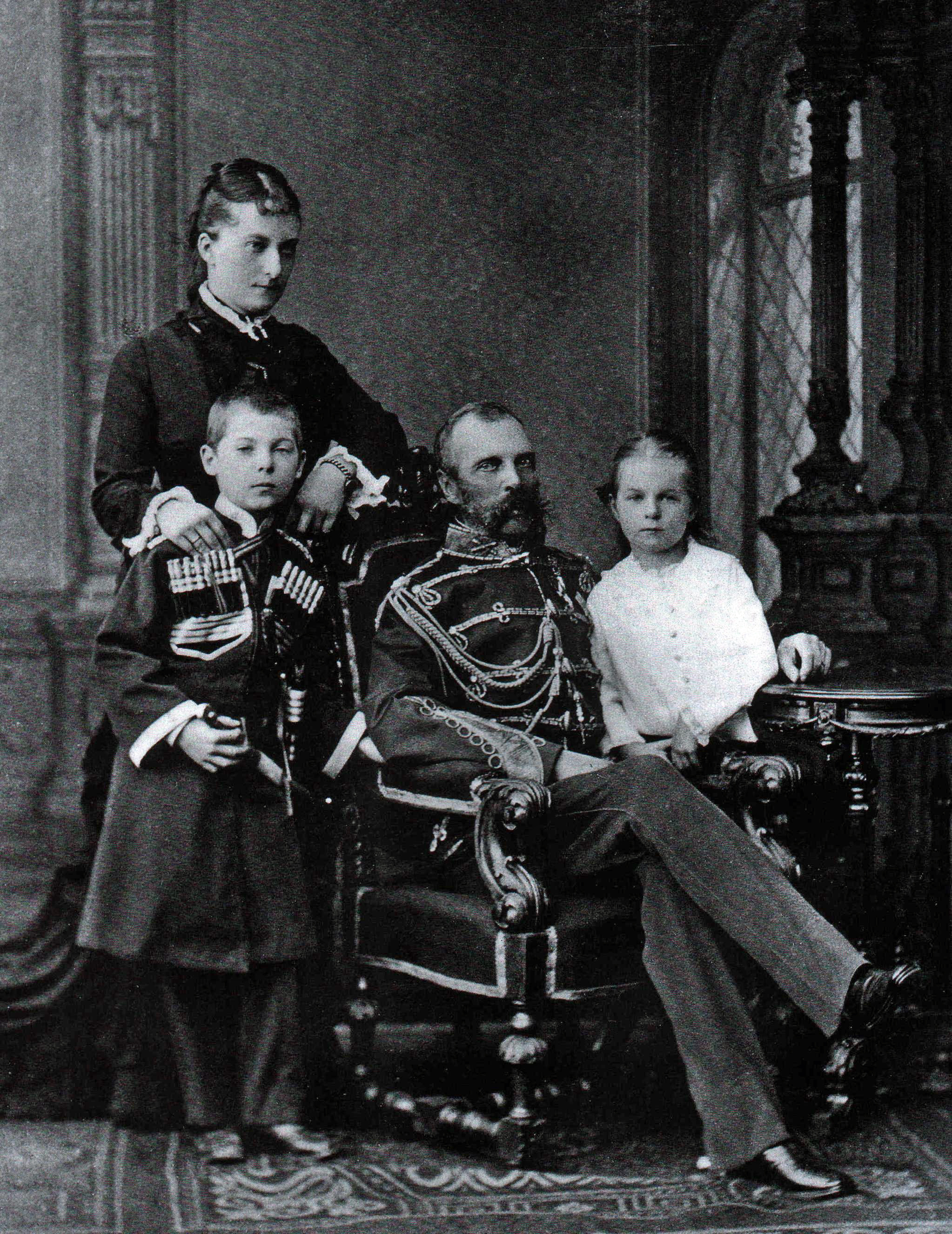
Tsaar Alexander II met Catharina en hun kinderen George en Olga.

Catherine ontmoette de tsaar al toen ze twaalf was en hij haar vader bezocht. Na de dood van haar vader ging Catharina met haar zuster naar het Smolny-instituut in Sint-Petersburg. Toen ze zestien was bezocht de tsaar de school en was meteen aangetrokken tot Catharina. Hij regelde dat zij hofdame werd van zijn vrouw, die aan tuberculose leed. Hun affaire begon in de zomer van 1866. De tsaar liet Catharina en haar kinderen mettertijd op het Winterpaleis wonen, tot ongenoegen van de keizerlijke familie. Kort na de dood van de tsarina huwde hij met Catharina, hun kinderen konden echter geen aanspraak maken op de troon. Zij kreeg de titel prinses Joerjevskaja. 
Na de moord op de tsaar kreeg zij een pensioen van 3,4 miljoen roebel en moest het Winterpaleis verlaten. Ze verhuisde naar Frankrijk waar ze in Parijs en aan de Côte d'Azur ging wonen, waar ze een flamboyant leven leidde. Ze overleefde haar man met 41 jaar en overleed in 1922 net toen haar geld ongeveer op was.
Het leven van de ongekroonde tsarina Catharina is in 1959 verfilmd in de film Katja, met Romy Schneider in de titelrol.

## Kinderen
Catharina en Alexander kregen vier kinderen:
- George Aleksandrovitsj Joerjevski (12 mei 1872 — 13 september 1913)
- Olga Alexandrovna Joerjevskaja (7 november 1873 — 10 augustus, 1925)
- Boris Joerjevski (23 februari 1876 — 11 april 1876)
- Catharina Aleksandrovna Joerjevskaja (9 september 1878 — 22 december 1959)